# (31757) 1999 JO98
1999 JO98 (asteroide 31757) é um asteroide da cintura principal. Possui uma excentricidade de 0.04618880 e uma inclinação de 15.98575º.
Este asteroide foi descoberto no dia 12 de maio de 1999 por LINEAR em Socorro.